# 蓮長寺 (品川区)
蓮長寺（れんちょうじ）は、東京都品川区南品川にある日蓮宗の寺院。山号は実相山。旧本山は池上本門寺、池上・芳師法縁。日保作の藪の祖師、伝伝教大師最澄作の毘沙門天像を祀る。

## 歴史
弘安年間（1278年－1287年）中老僧の日法の開基で立正大師日蓮を勧請開山に創建した。慶長年間（1596年－1614年）徳川家康より寺領を拝領し拡張した。

## 伽藍
- 本堂
- 山門

## 交通アクセス
- 新馬場駅より徒歩5分（経路案内）。

## 参考資料
- 日蓮宗寺院大鑑編集委員会『宗祖第七百遠忌記念出版 日蓮宗寺院大鑑』大本山池上本門寺 (1981年)
- 「品川宿 南品川宿上 蓮長寺」『新編武蔵風土記稿』 巻ノ53荏原郡ノ15、内務省地理局、1884年6月。NDLJP:763982/85。